# Final Resolution (2020)
Final Resolution (2020) – gala wrestlingu, zorganizowana przez amerykańską federację Impact Wrestling, która była transmitowana za pomocą platformy Impact Plus. Odbyła się 12 grudnia 2020 w Skyway Studios w Nashville. Była to jedenasta gala z cyklu Final Resolution.
Karta walk składała się z dziewięciu pojedynków, w tym trzech o tytuły mistrzowskie. Walką wieczoru był Singles match, w którym Rich Swann obronił Impact World Championship przeciwko Chrisowi Beyowi. W innych starciach Manik odebrał Rohitowi Raju Impact X Division Championship, natomiast Deonna Purrazzo zachowała Impact Knockouts Championship w walce z Rosemary. Podczas wydarzenia obecny był również AEW World Champion, Kenny Omega.

## Wyniki walk
Zestawienie zostało oparte na źródle:
| Nr                                 | Wyniki                                                                 | Stypulacje | Czas  |
| ---------------------------------- | ---------------------------------------------------------------------- | --- | ----- |
| 1                                  | Tommy Dreamer pokonał Larry’ego D (z Aceym Romero)                     | Old School Rules match Jeśli Larry D przegrałby pojedynek, zostałby wtrącony do więzienia za próbę morderstwa Johna E Bravo | 11:42 |
| 2                                  | Havok i Nevaeh pokonały The Sea Stars (Ashley Vox i Delmi Exo)         | Tag Team match | 8:16  |
| 3                                  | Tenille Dashwood i Kaleb with a K pokonali Alishę i Eddiego Edwardsa   | Tag team match | 8:52  |
| 4                                  | Hernandez pokonał Fallah Bahha                                         | Singles match Kiera Hogan była specjalną sędzią gościnną, a Tasha Steelz była konferansjerem i chronometrażystą. Jeśli Hernandez wygrałby, otrzymałby plik gotówki, który wcześniej został mu skradziony przez Bahha, następnie skradziony Bahhowi przez Hogan i Steelz | 6:21  |
| 5                                  | Eric Young (z Joe Doeringiem) pokonał Rhino                            | Singles match | 10:36 |
| 6                                  | Manik pokonał Rohita Raju (c)                                          | Singles match o Impact X Division Championship | 11:21 |
| 7                                  | Deonna Purrazzo (c) (z Kimber Lee) pokonała Rosemary (z Tayą Valkyrie) | Singles match o Impact Knockouts Championship | 13:14 |
| 8                                  | Karl Anderson pokonał Ethana Page’a (z Joshem Alexandrem)              | Singles match Jeśli Ethan Page wygrałby, The North otrzymaliby szansę walki o Impact World Tag Team Championship przeciwko The Good Brothers | 13:17 |
| 9                                  | Rich Swann (c) pokonał Chrisa Beya                                     | Singles match o Impact World Championship | 19:59 |
| (c) – mistrz/mistrzyni przed walką |                                                                        | |       |